# Teilnehmertag
Ein Teilnehmertag (abgekürzt TNT oder TT) ist eine Messgröße für die staatliche Förderung von Veranstaltungen in der Erwachsenenbildung in verschiedenen Bundesländern. Bei mehrtägigen Veranstaltungen mit Übernachtung in einem Tagungshaus (Erwachsenenbildung in „Internatsform“) ergeben sechs Unterrichtsstunden bezogen auf eine teilnehmende Person einen Teilnehmertag.